# Houttuynia
Houttuynia là một chi thực vật trong họ Saururaceae. Chúng được tìm thấy chủ yếu ở vùng Đông Nam Á.
Trước năm 2001, chi này được mô tả là đơn loài H. cordata.

## Các loài
- H. cordata, Carl Peter Thunberg, 1783
- H. emeiensis, Zheng Yin Zhu & Shi Liang Zhang, 2001.[1]